# Caja metálica
La caja metálica, jaula o jaulón es una herramienta de transporte y almacenaje que se utiliza generalmente en la industria. Estas cajas están diseñadas para contener mercancía pesada y de gran volumen. La estructura es de perfiles de acero. El cerramiento de paredes y fondo es de chapa o malla de acero. Las medidas de la base de la caja están estandarizadas y pueden ser de 1.000x800, 1.200x800 y 1.000x1.200 mm.
Debido al peso y volumen de los objetos que contienen, no es posible manipularlas, transportarlas o apilarlas a mano. Es necesario utilizar maquinaria específica como transpaletas, carretillas elevadoras y grúas. 
Para su correcta manipulación disponen de ciertos detalles que facilitan estas operaciones:  En la parte superior disponen de enganches, comúnmente denominados orejetas por donde se anclan los ganchos de la grúa y en la parte inferior de un espacio suficiente para poder introducir las palas de una transpaleta o carretilla elevadora.
- Datos: Q4441587